# NGC 613
NGC 613 è una galassia a spirale barrata nella costellazione dello Scultore.
Si individua circa 8 gradi ad est della stella α Sculptoris; si mostra in un telescopio da 120mm di apertura come un disco allungato in senso ESE-WNW. I bracci sono raggruppati a coppie, una sul lato est ed una sul lato ovest del nucleo; una stella di nona magnitudine disturba l'osservazione sul lato nord. La sua distanza dalla Via Lattea è stimata sui 78 milioni di anni-luce.

## SN 2016gkg
Il 20 settembre 2016, l'astronomo amatoriale Victor Buso, mentre stava testando una nuova macchina fotografica montata sul suo cannocchiale da 16 pollici a Rosario, in Argentina, ha scoperto quella che successivamente sarebbe stata confermata come SN 2016gkg, una supernova di tipo IIb, Buso fece una serie di fotografie a breve esposizione e notò che un punto di luce precedentemente invisibile era apparso alla periferia di NGC 613 e il punto stava rapidamente diventando più luminoso mentre passava da un'immagine all'altra. In breve tempo, l'astronoma Melina Bersten e i suoi colleghi dell'Istituto di Astrofísica di La Plata hanno appreso del fortunato servizio fotografico di Buso ed ha contattato un gruppo di astronomi professionisti. Utilizzando il telescopio Shane da 3 metri presso l'osservatorio Lick dell'Università della California e i telescopi Keck da 10 metri dell'osservatorio di Maunakea, Hawaii, Alex Filippenko ed i suoi colleghi hanno ottenuto una serie di sette spettri. Ciò ha permesso loro di suddividere la luce della supernova nelle sue componenti costitutive e concludere che SN 2016gkg era una supernova di tipo IIb, evento che si verifica quando una stella massiccia che ha perso gran parte del suo guscio di idrogeno esplode

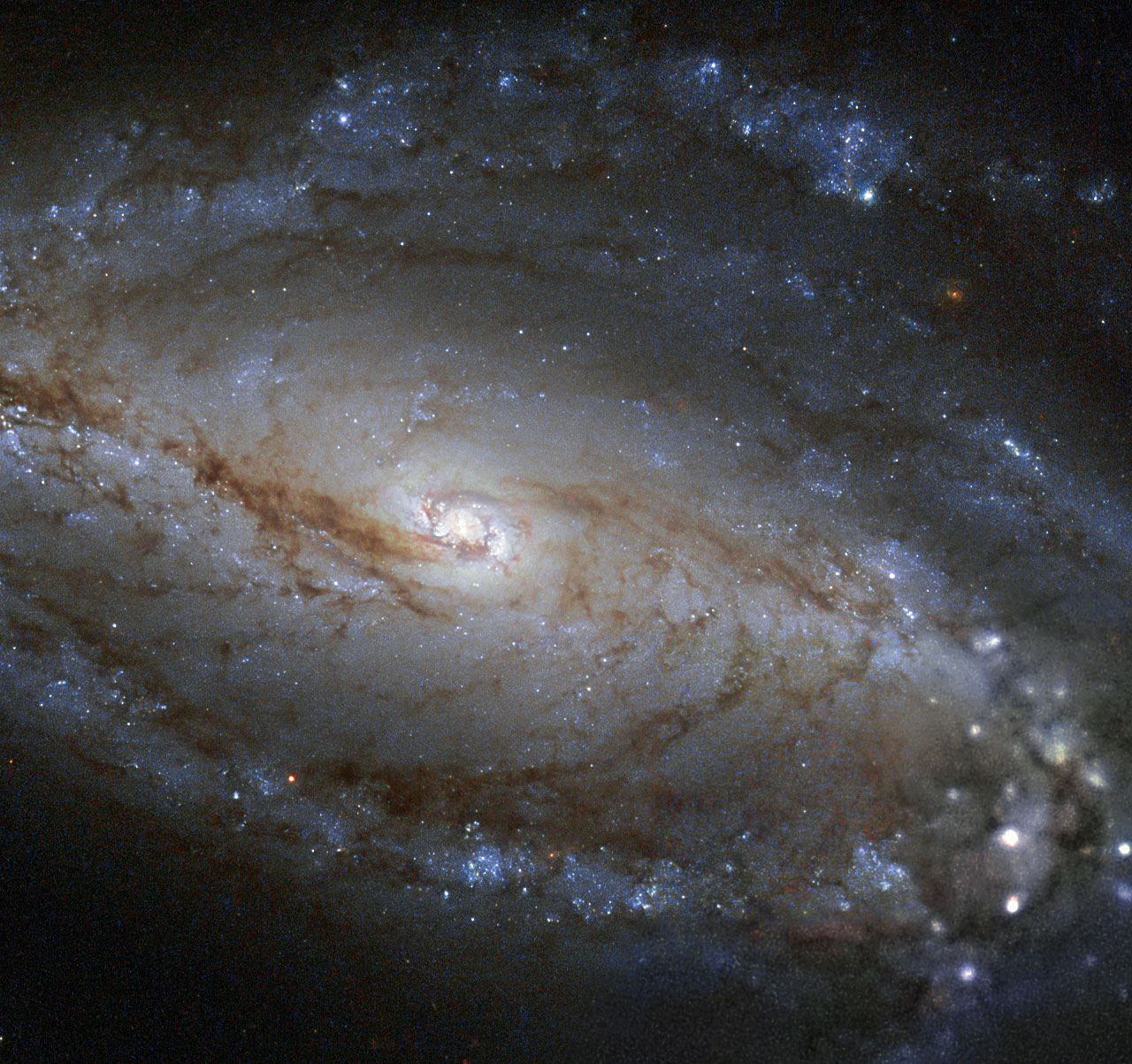
NGC 613  (centro galattico - Telescopio spaziale Hubble)
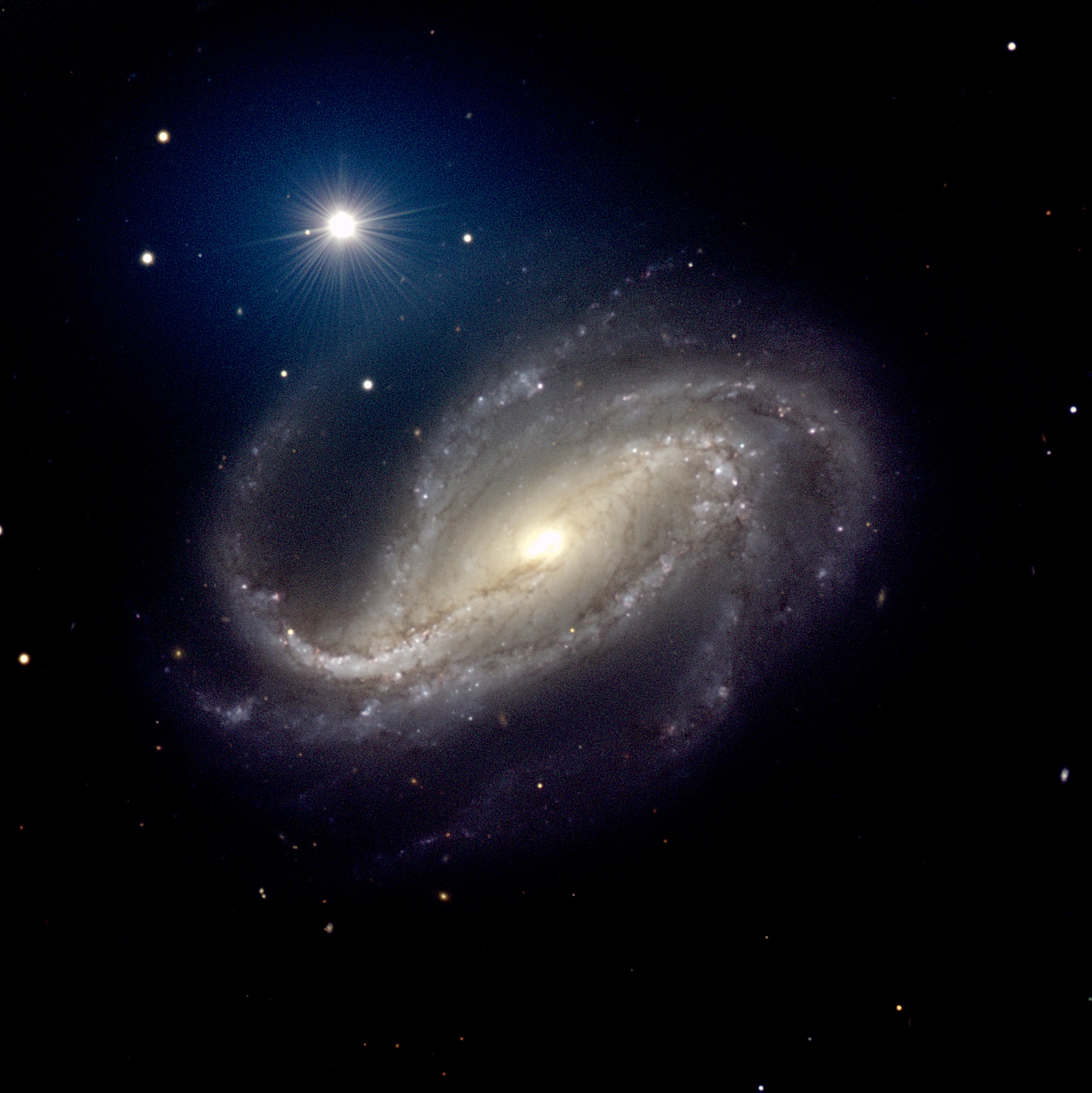
NGC 613  (ESO)
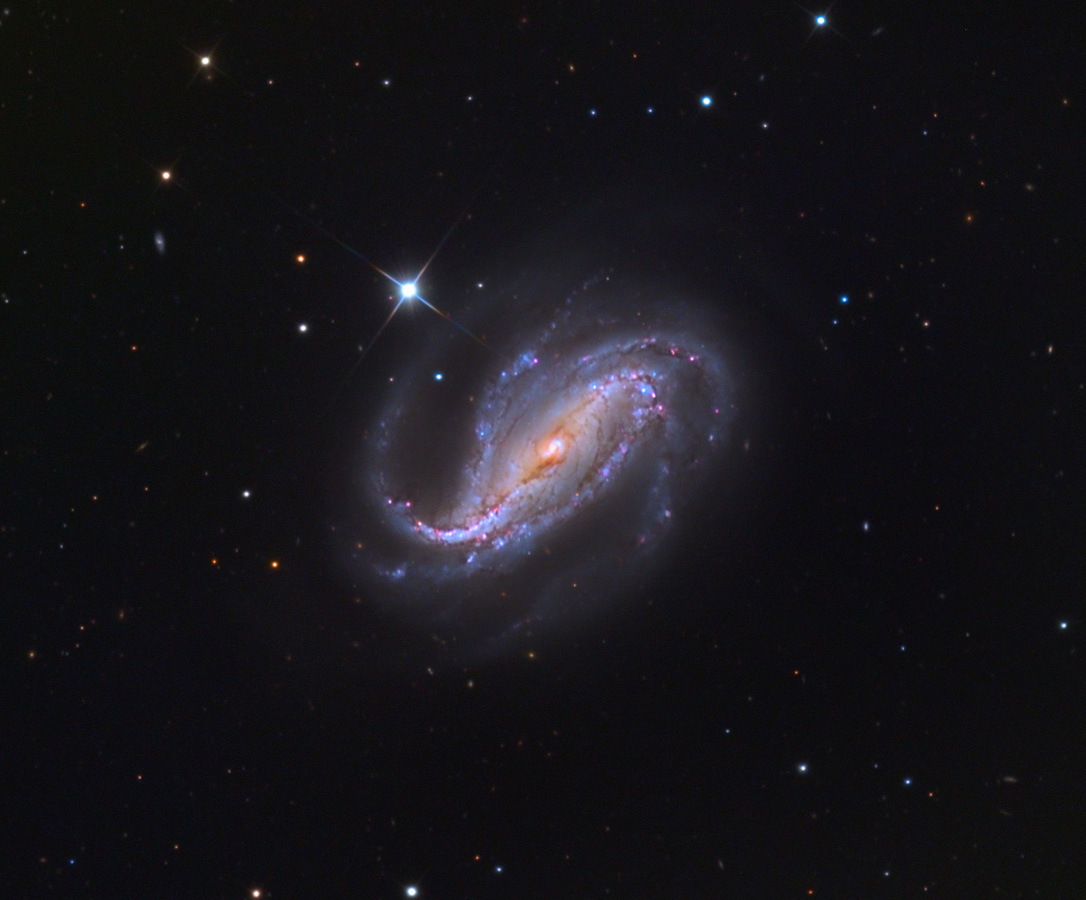
NGC 613  (Mount Lemmon SkyCenter Schulman Telescope)